# Jeri Brown
Jeri Brown (nascida em 1952 no Missouri) é uma cantora, compositora e professora de jazz americana.

## Vida e carreira
Jeri Brown cresceu em St. Louis, onde apareceu pela primeira vez em público aos seis anos. Em Iowa, ela estudou canto clássico, e mais tarde apareceu no meio-oeste dos Estados Unidos e na Europa. Depois de se formar, ela morou em Cleveland, onde trabalhou com a Orquestra de Câmara de Cleveland e a Orquestra Sinfônica de St. Louis. Ela se apresentou em Ohio com a banda do baterista e líder Bob McKee. Como consequência, ela teve colaborações com artistas como Ellis Marsalis, Billy Taylor e Dizzy Gillespie.
Jeri Brown então trabalhou principalmente na cena jazz da área de Cleveland, focado em jazz standard material, escreveu letras e colaborou com compositores como Henry Butler, Kenny Wheeler Greg Carter e Cyrus Chestnut. Em 1991, Brown assinou com o canadense Justin Time rotulo. Ela está sob contrato com esta gravadora desde seu álbum de estreia Mirage, onde ela foi acompanhada por pianista Fred Hersch e o baixista Daniel Lessard. Em 1992 ela gravou Unfolding The Peacocks com Kirk Lightsey e Peter Leitch. Este álbum continha o bebop padrão "If You Could See Me Now" e "Woody N ' You". Em 1998, ela trabalhou no álbum Zaius com David Murray, Don Braden, John Hicks, Curtis Lundy e Avery Sharpe. Ela cantou padrões como "Softly, as in a Morning Sunrise" e "You Must Believe in Spring". No final do mesmo ano, eles produziram com a mesma banda e Leon Thomas I've Got Your Number.
Brown lecionou no Oberlin Conservatory of Music, na Cleveland State University e na University of Akron, em Ohio. Brown também trabalhou na Universidade de Massachusetts Amherst.
Brown mudou-se para o Canadá em 1989 e, na década de 1990, ensinou história do jazz, improvisação e técnica vocal na Concordia University em Montreal, Quebec. Ela também lecionou na McGill University em Montreal, e atuou como artista residente na St. Francis Xavier University, na Nova Escócia.
Jeri Brown recebeu o prêmio Martin Luther King Jr. Achievement Award.

## Discografia
- Mirage com Fred Hersch (Justin Time, 1991)
- Unfolding the Peacocks (Justin Time, 1993)
- A Timeless Place com Jimmy Rowles (Justin Time, 1995)
- Fresh Start (Justin Time, 1996)
- April in Paris (Justin Time, 1996)
- Zaius (Justin Time, 1998)
- I've Got Your Number (Justin Time, 1999)
- The Image in The Mirror: The Triptych (Justin Time, 2001)
- Firm Roots (Justin Time, 2003)
- Sempre Nina: A Tribute to Nina Simone (Jongleur, 2005)
- Storytelling (Jongleur, 2011)
- Echoes: Live at Catalina Jazz Club (Jongleur, 2013)
- Soul Shower (2014)